# Colina (química)
La colina es un nutriente esencial soluble en agua. El nombre colina hace referencia generalmente a una serie de sales cuaternarias de amonio que contienen el catión N,N,N- trimetiletanolamina. El catión aparece en la cabeza de los grupos fosfatidilcolina y esfingomielina, dos clases de fosfolípidos que son abundantes en las membranas celulares. La colina es la molécula precursora de la acetilcolina, un neurotransmisor que está involucrado en muchas funciones, entre las cuales se incluye la memoria y el control del músculo. La colina se usa en la síntesis de componentes que forman parte de las membranas celulares del cuerpo.
El déficit de colina, raro en humanos, causa esteatohepatitis no alcohólica y daño muscular. El consumo excesivo de colina (superior a 7,5 g/día) puede causar presión arterial baja, sudoración, diarrea y síndrome de olor a pescado. Las fuentes dietéticas ricas en colina y fosfolípidos de colina incluyen las vísceras y las yemas de huevo, los productos lácteos y las verduras.

## Historia
La colina fue descubierta por Adolph Strecker en 1864 y se sintetizó químicamente en 1866. En 1998 la colina fue clasificada como un nutriente esencial por el “Food and Nutrition Board” (Comité sobre alimentación y nutrición) del “Institute of Medicine” (EUA). (Instituto de Medicina de Estados Unidos).
La importancia de la colina como nutriente fue apreciada al principio de una investigación sobre funciones de la insulina, en la cual se descubrió que la colina es un nutriente que previene un hígado graso. En 1975 los científicos descubrieron que la administración de colina aumentaba la síntesis y liberación de acetilcolina por parte de las neuronas. Estos descubrimientos hicieron que aumentara el interés de una dieta basada en colina y de la función cerebral.
Hoy en día sabemos que la colina es un nutriente importante para que todas las células funcionen de manera normal. Los humanos necesitan colina en su dieta para poder llevar a cabo una vida normal, ya que esta es indispensable para la síntesis de componentes esenciales de membranas y es una fuente importante de grupos metilos.

## Química
La colina es una amina cuaternaria saturada cuya fórmula química es (CH3)3N+CH2CH2OHX-, donde X−  es un contraión como el  cloruro, hidroxilo o tartrato. En forma de sal de ácido salicílico, salicilato de colina, se usa típicamente para el alivio del dolor de úlceras bucales.[cita requerida]

### Hidróxido de colina
El hidróxido de colina es un tipo de catalizador por transferencia de fase(PTC) que se usa para transportar el ion hidroxilo a sistemas orgánicos, y, por tanto, se considera una base fuerte. Es el catalizador por transferencia de fase menos costoso. El hidróxido de colina no es completamente estable, y  se degrada lentamente dando lugar a trimetilamina.[cita requerida]

## Función en humanos

### Fisiología
La colina y sus metabolitos son necesarios para tres fines fisiológicos importantes:  integridad estructural y funciones de señalización para las membranas celulares, neurotransmisores colinérgicos (síntesis de acetilcolina), y también es una fuente muy importante para los grupos metilos gracias a su metabolito, trimetilglicina (betaína), el cual participa en la síntesis de las secuencias de S-adenosilmetionina(SAMe).[cita requerida]

Metabolismo de la colina. (Choline en el gráfico).

#### Indicios de deficiencia de colina
Los indicios más comunes de deficiencias de colina son,  por ejemplo, afecciones en el hígado y  necrosis hemorrágica renal. Una dieta que contenga alimentos ricos en colina puede reducir la gravedad de la deficiencia.
Una dieta baja en colina puede también causar infertilidad, crecimiento deteriorado, anormalidades en los huesos e hipertensión. Además, se cree que la deficiencia de colina puede iniciar y promover el desarrollo de cáncer.[cita requerida]
Los niveles de colina requeridos en la dieta fueron determinados alimentando a humanos a base de dieta deficiente en colina hasta que desarrollaron cambios bioquímicos debidos al bajo consumo de este nutriente esencial.[cita requerida]

### Síndrome del olor a pescado
La colina es un precursor de la trimetilamina, la cual algunas pocas personas no pueden descomponer debido a un poco frecuente desorden genético llamado trimetilaminuria. Las personas que sufren este desorden puede ser que manifiesten un fuerte olor a pescado o desagradable en su cuerpo, debido a que su cuerpo libera olores de trimetilamina. El olor puede darse incluso teniendo una dieta normal, con niveles de colina no muy altos. A las personas con trimetilaminuria se les aconseja restringir el consumo de alimentos ricos en colina, ya que esto puede ayudar a reducir el olor corporal

#### Grupos con riesgo de deficiencia en colina
Los veganos (y vegetarianos estrictos), atletas resistentes y los bebedores de mucho alcohol pueden  tener riesgo de deficiencia en colina.
En general, la gente que no consume muchos huevos enteros tendría que prestar atención a incluir suficiente colina en su dieta. Se ha descubierto en estudios realizados en varias poblaciones que el porcentaje de colina consumida está por debajo del consumo adecuado.
El  Dr. Steven Zeisel, investigador en colina, dijo que: “Un análisis reciente de NHANES 2003-2004 reveló que para los niños más mayores, hombres, mujeres y embarazadas, el consumo de colina era bastante inferior al recomendado. Un 10% o menos consumía habitualmente colina en un nivel igual o superior al recomendado.”

### Alimentos ricos en colina[13]
El consumo adecuado de colina en las mujeres adultas es de 425 mg por día; aumentando a 450 mg para las embarazadas y las que están amamantando. Para hombres adultos es de 550 mg por día. Los requisitos para niños y adolescentes van de 200 a 375 mg por día.
| Alimento                                   | Colina (mg) | Calorías |
| ------------------------------------------ | ----------- | -------- |
| 100 g de hígado de ternera asado           | 399         | 192      |
| Un huevo duro grande                       | 147         | 78       |
| 80 g de bacalao salado                     | 233         | 232      |
| 100 g de pollo “broiler” sin piel          | 79          | 190      |
| Una taza de leche, 1 % de grasa            | 43          | 102      |
| Una cucharada sopera de lecitina de soja   | 48          | 104      |
| 100 g de coliflor hervida, sin sal         | 39          | 23       |
| 100 g de espinaca hervida, sin sal         | 20          | 23       |
| 50 g de germen de trigo                    | 89          | 191      |
| 100 g de tofu firme                        | 28          | 294      |
| Una taza de porotos colorados cocidos      | 54          | 225      |
| Una taza de quínoa cocida                  | 42          | 222      |
| Una taza de amarantos crudos               | 135         | 716      |
| Un pomelo                                  | 19          | 103      |
| Tres tazas (710 cc) de arroz moreno cocido | 54          | 649      |
| Una taza (146 g) de cacahuetes             | 77          | 828      |
| Una caja (143 g) de almendras              | 74          | 822      |

Además de la coliflor, otros vegetales de la familia de las crucíferas (brócoli, col, repollo, etc.) son una  fuente de colina.
La sinapina es una amina alcaloide que fue descubierta en la semilla de la mostaza negra. Se considera un éster de colina del ácido sináptico.

### Efectos sobre la salud
La deficiencia de colina puede provocar enfermedades hepáticas, arteriosclerosis y posiblemente desórdenes neurológicos. Un síntoma de la deficiencia en colina es un elevado nivel del enzima ALT del hígado.
Es muy importante que las mujeres embarazadas tomen suficiente cantidad de colina, ya que el bajo consumo de esta puede provocar defectos en el tubo neural del bebé, y puede afectar a la memoria de sus hijos. Gracias a un estudio se descubrió que una dieta alta en colina poco antes y después de la concepción estaba asociado a un menor riesgo de defectos en el tubo neural.  Si el consumo bajo en colina causa un nivel de homocisteína elevado, esta eleva el riesgo de preeclamsia, nacimiento prematuro y bajo peso al nacer.
Las mujeres con dietas ricas en colina tienen  menor riesgo de sufrir cáncer de mama, pero otros estudios descubrieron que no había asociación.
Hay evidencias para afirmar que la colina es un antiinflamatorio. En el estudio AATICA, un consumo alto de colina se asoció a niveles bajos de marcadores inflamatorios. Un pequeño estudio descubrió que los complementos de colina reducían los síntomas de rinitis alérgica.
A pesar de su importancia en el sistema nervioso central como precursor de la acetilcolina y la membrana fosfatidilcolina, el papel de la colina en enfermedades mentales ha sido poco estudiado. En un estudio basado en una gran población, los niveles en sangre de colina estaban inversamente correlacionados con síntomas de ansiedad en personas entre 46- 49 años y 70-74 años. Sin embargo, no había correlación entre la depresión y los niveles de colina en este estudio.

## Embarazo y desarrollo del cerebro

### Introducción
La colina puede formarse   a partir de la metilación de fosfatidiletanolamina para formar fosfatidilcolina en el hígado,  o bien a través de la dieta. Se ha demostrado que las dos vías son necesarias, ya que una falta de colina puede provocar daños severos en el hígado y en los músculos. Cabe destacar que  la vía de actuación de la colina es muy compleja ya que intervienen otros elementos como el folato, la metionina o la vitamina B12.
La colina se encuentra en los alimentos de forma libre o esterificada. Una de las formas de colina más utilizadas por el cuerpo humano son las formas liposolubles; es el caso de la  fosfatidilcolina.
Durante el embarazo y la lactancia, la demanda de colina aumenta drásticamente. La síntesis de colina se puede aumentar incrementado los niveles de estrógenos que señalizan la producción de colina a partir de la metilación de fosfatidilcolina.
En este periodo, los niveles de reserva de colina van disminuyendo. Durante el embarazo la colina se acumula en la placenta, mayoritariamente en forma de acetilcolina. Por eso, el feto está expuesto a una concentración muy alta de colina. En el líquido amniótico la concentración de colina puede ser diez veces superior al nivel que se encuentra en la sangre materna. Esta alta concentración de colina permite que esté disponible para los tejidos del feto.

### Función en el feto
Durante el embarazo, la demanda de colina es muy grande, ya que se utiliza como substrato para construir membranas celulares, para aumentar las reservas de colina en el feto y en la placenta y para incrementar la producción de lipoproteínas. Además de estas funciones, la colina tiene mucho que ver en la formación y desarrollo del cerebro. El crecimiento del cerebro es muy rápido durante el tercer trimestre del embarazo y continúa desarrollándose hasta los 5 años de edad. Durante este periodo hay una demanda muy alta de esfingomielina, que se forma a partir de la fosfatidilcolina. Además, se necesita colina para la producción del neurotransmisor  acetilcolina, el cual puede influir en la estructura y organización de determinadas regiones del cerebro, en la neurogénesis, mielinización y formación de la sinapsis. La acetilcolina también está presente en la placenta y ayuda al control de la proliferación y diferenciación de las células. La colina también interviene en la metilación de los dinucleótidos CPG en el DNA del cerebro (esta metilación puede cambiar la expresión genómica entre otros efectos).
Un aspecto importante es que la actuación de la colina en el feto depende de su concentración. A concentraciones bajas de colina, esta se utiliza para la formación de fosfolípidos. Cuando la concentración aumenta, la colina libre se convierte en betaína en las mitocondrias del hígado (la betaína se utiliza como fuente de grupos metilo para metilaciones del ADN.
La concentración también  es muy importante para que pueda llegar colina al cerebro y así asegurar una correcta formación de este  órgano. El transporte de colina hacia el cerebro se hace gracias a un transportador específico. Este tiene baja afinidad por la colina. Cuando las concentraciones de colina son superiores a 14umol/L la colina se une al transportador y se dirige al cerebro. La colina se almacena unida a la membrana en forma de fosfatidilcolina, y podrá ser utilizada por ejemplo, para la síntesis del neurotransmisor acetilcolinesterasa.

### Colina en el útero y memoria a largo plazo
Un estudio reveló que los fetos de los roedores que durante el embarazo habían tenido una deficiencia en colina padecían cambios irreversibles en la función del hipocampo. Incrementando 4 veces la ingesta recomendada de colina durante los días 11-17 del embarazo, incrementó la proliferación de células del hipocampo y disminuyó la apoptosis (muerte programada de la célula) de las células del feto. El aumento de consumo de colina supuso un incremento en la capacidad auditiva y   en la memoria visual-espacial. Sin embargo, el mecanismo que hay detrás todavía no se conoce exactamente. Podría ser que la mejora en la memoria se debiera al incremento de la concentración de colina en el cerebro y consecuentemente  el aumento de la concentración de acetilcolina que puede producirse y transportarse a otros tejidos.
Sin embargo, la cantidad de colina que se acumuló en el cerebro después del consumo de colina por parte de roedores embarazados no pareció ser suficiente como para incrementar  la producción de acetilcolina, mientras que supuso un aumento en fosfatidilcolina y betaína en el cerebro del feto.
Estos experimentos fueron realizados en roedores. Los roedores tienen una maduración cerebral muy rápida y al nacer, su cerebro es más maduro que el cerebro humano, ya que este último se sigue desarrollando después de nacer, y no llega a ser similar al cerebro adulto hasta los 4 años de edad. La insuficiencia de colina puede afectar al desarrollo del cerebro del bebé después de nacer.

## Colina y lactancia

### Colina en la leche materna
Las glándulas mamarias humanas están formadas por varios tipos de células, incluyendo adipocitos, células musculares y células epiteliales mamarias. El epitelio mamario es el lugar donde se acumulan las materias primas que acabarán formando la leche, incluyendo la colina.
La colina se puede encontrar en la leche materna de forma libre, en forma de fosfatidilcolina, glicerofosfatidilcolina, glicerofosfocolina o esfingomielina. La concentración de colina en la leche materna está relacionada con la concentración de esta en la sangre de la madre. Como era de esperar, se ha visto que la colina consumida a través de la leche materna aumenta los niveles de colina en la sangre del lactante.  La colina materna llega de la sangre a la leche a  través de un transporte específico.

### Diferencias entre madres con hijos prematuros y no prematuros
Holmes-McNary et al. descubrió  que el contenido de colina en la leche de madres que habían tenido un hijo prematuro era significativamente inferior al de aquellas madres que habían tenido un hijo no prematuro. Sin embargo, la concentración de ésteres de colina no fue diferente entre estos dos grupos de madres. Esto se debe al hecho de que las madres que tienen hijos prematuros no tienen desarrolladas completamente las glándulas mamarias, y no se consigue el desarrollo completo de estas en el momento de producir la leche materna. Por eso es posible que el contenido de colina en la leche de madres que han tenido un hijo prematuro sea inferior. Lucas et al. encontró una mejora considerable a los 18 meses y a los 7.5-8 años en el coeficiente intelectual entre aquellos bebés prematuros que habían sido alimentados con la leche prematura de su madre en comparación con aquellos bebés prematuros que no habían sido alimentados con la leche de su madre. Esto sugiere que, aunque las glándulas mamarias no estén del todo desarrolladas, la leche que producen tiene un cierto beneficio.  Además, los bebés prematuros no alimentados con comida específica presentaron una capacidad intelectual inferior que aquellos niños prematuros alimentados con alimentos específicos.
Un análisis llevado a cabo por Anderson et al. reveló que los bebés con menor peso al  nacer eran los que sacaban más provecho de alimentarse de la leche materna en comparación con aquellos niños con un peso normal.
Drane y Logemman resumieron sus análisis, los cuales consistieron en 24 estudios, declarando que de media existe una ventaja de 5 puntos en el CI de niños de peso normal alimentados con leche materna y 8 puntos en aquellos bebés de bajo peso. Este incremento en el CI podría tener un impacto relativo a nivel individual. Sin embargo, este posible impacto también se debería considerar a  nivel poblacional. Más aún, cuanto más largo es el periodo de lactancia, mayor es el desarrollo cognitivo. Este beneficio es muy evidente en los primeros años de vida.
Lucas et al. concluyó que, de todos los factores observados, el consumo o no de leche materna era el principal responsable de la posterior capacidad intelectual. Otros investigadores afirman que estos resultados deben ser analizados con mucho cuidado ya que existen muchos factores que afectan al desarrollo cognitivo.

### Diferencias entre la leche materna y un preparado químico
La leche humana es muy rica en colina. La soja, tiene concentraciones de colina muy inferiores a las de la leche materna (además de faltar otros nutrientes necesarios).
La leche de vaca y los productos derivados de esta tienen  unas concentraciones de glicerofosfocolina parecidas a las de la leche materna. Los compuestos formados por soja tienen una concentración de glicerofosfocolina inferior. Las concentraciones de fosfatidilcolina y de esfingomielina son similares entre la leche de vaca y materna pero, en este caso, los compuestos con soja contienen unas  concentraciones de fosfatidilcolina superiores, pero menos esfingomielina (la esfingomielina  se utiliza para la formación de mielina, una substancia que recubre las neuronas). La concentración de colina libre en la leche materna es entre un 30 y un 80 % inferior a la encontrada en la leche de vaca, pero la concentración de fosfatidilcolina es particularmente abundante.
En general, preparados químicos y leches maternas aportan diferentes cantidades y formas de colina. Holmes-McNary et al.  sugirió: “esto debe tener consecuencias sobre el balance relativo entre el uso de colina como donante de grupos metilo, como precursor de la acetilcolina y de los fosfolípidos. En observaciones posteriores del científico Ilcol et al. revelaron que las concentraciones en suero de colina en bebés alimentados con preparados químicos era inferior que la de aquellos bebés alimentados con leche materna.

### Nivel de consumo de colina por mujeres lactantes y embarazadas
En un estudio en California, Shaw et al. descubrieron que el 25 % de las mujeres embarazadas consumían menos de la mitad de colina recomendada.[cita requerida]

## Investigación reciente
Un estudio reciente (noviembre de 2010)  realizado por Leslie M. Fischer, Kerry Ann da Costa, Lester Kwock, Joseph Galanko y Steven Zeisel consistió en hacer una prueba a mujeres postmenopáusicas con niveles bajos de estrógenos y ver si eran más susceptibles de una disfunción en algún órgano si no se les sometía a una dieta rica en colina. Cuando la dieta carecía de colina, casi un 80 % de las mujeres postmenopáusicas tuvieron daños en el hígado y en los  músculos. El estudio también descubrió que las mujeres jóvenes pueden consumir más colina ya que el embarazo es un periodo en el cual las demandas de colina en el cuerpo son más altas. La colina se usa en gran parte   para mantener el desarrollo del sistema nervioso del feto.

## Imágenes adicionales

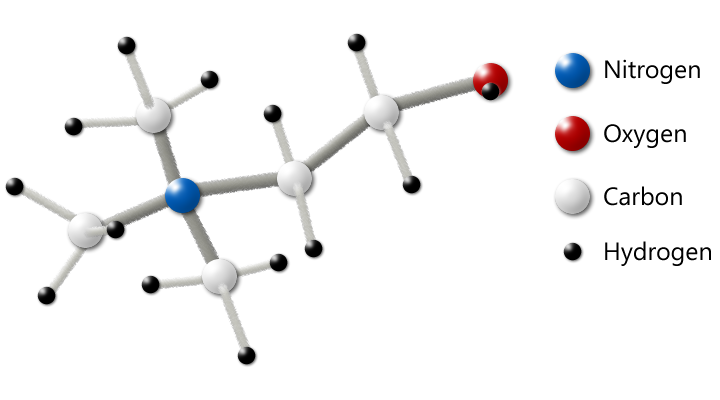
Colina (C5H14NO+)
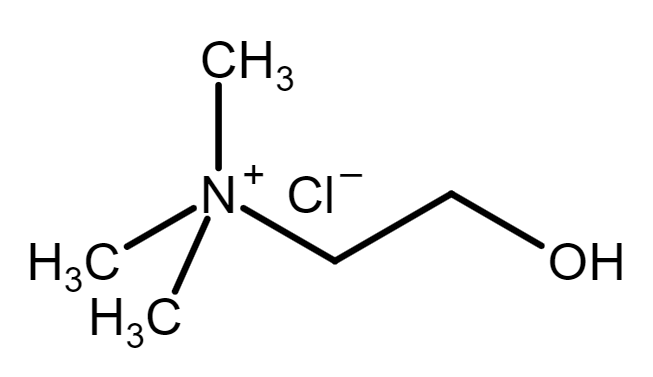
Cloruro de colina
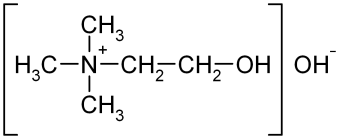
Hidróxido de colina